# Marisa Mell
Marisa Mell, született Marlies Theres Moitzi, (Graz, 1939. február 24. – Bécs, 1992. május 16.) osztrák filmszínésznő, festő, televíziós személyiség. Az 1960-as, 1970-es évek olasz erotikus filmvígjátékaiban, valamint német és angol kalandfilmekben játszott szerepeivel szerzett nemzetközi ismertséget.

## Élete
Marlies Theres Moitzi néven született és nőtt fel Grazban. Édesanyja iskolai gondnok volt, aki nagy szeretettel, javarészt egyedül nevelte kislányát. Apja elhagyta családját, csak időnként, futólag tűnt elő. Marlies gyermekkorától rajongott a színházi előadásokért. Kijárta a grazi Gaudernak színiiskolát, majd 18 éves korában a bécsi Max Reinhardt Szemináriumot is. Egyazon évfolyamba járt Erika Pluharral, Heidelinde Weiss-szel és Senta Bergerrel. Nemzetközi karrierre vágyott, ezért tanulmányainak végéhez közeledve nevét Marisa Mellre változtatta.
A színiiskolák sikeres befejezése után férjhez ment a Henri Tucci nevű svájcihoz, de a házasság nem tartott sokáig, gyors válással végződött.
Első nagyobb sikerét 1963-ban érte el, a Ken Russell által rendezett French Dressing című játékfilmben.
1963-ban Franciaországban autóbalesetbe keveredett. Súlyos arcsérüléseket szenvedett, több órára eszméletlen állapotba került, jobb szemét majdnem elveszítette. A következő két évben több plasztikai sebészeti beavatkozásnak vetette alá magát, ezek eredményeképpen arcán nem maradt látható sérülés, eltekintve egy apró hegtől a felső ajkán.
1967-ben címszerepet kapott a nagy feltűnést keltő Mata Hari c. musicalben, Pernell Roberts oldalán. A színdarab, amelyet Vincente Minnelli rendezett, csak a washingtoni próbaelőadásokig jutott. A felmerült műszaki problémák miatt David Merrick producer úgy döntött, felhagy a produkcióval, amelyet eredetileg a Broadway Színházban akart bemutatni. Marisa Mell ezután visszautasított egy hét évre szóló hollywoodi szerződést, úgymond azért, mert nem túl jeles honorárium mellett „a szerződés akkora volt, mint egy vastag könyv. Még arra is engedélyt kellett volna kérnem, ha ki akarok menni a mosdóba.”
Rómában Marcello Mastroiannival és Antonio Sabatóval forgatott. 1965-ben Mastroianni és Virna Lisi mellett főszerepet kapott a Casanova’70 c. erotikus kalandfilmben. 1968-ban John Phillip Law és Michel Piccoli mellett nagy sikerű főszerepet (Eva Kant) játszott Mario Bava rendező Diabolik című, fantasztikus kalandfilmjében, egyfajta „európai James Bond”-történetben, amely meghozta számára a nemzetközi elismertséget.
1971-ben Uschi Glas és Petra Schürmann mellett játszott Umberto Lenzi bűnügyi filmjében, a Sette orchidee macchiate di rosso (németül: Das Rätsel des silbernen Halbmonds), amely Edgar Wallace-motívumok alapján készült. Az 1920 óta sorozatban gyártott Edgar Wallace-filmek hosszú sorában ez volt az utolsó. 1976-ban Marisa Mell újabb főszerepet kapott Franz Antel „Casanova & Co.” című erotikus vígjátékában, Tony Curtis, Marisa Berenson, Jean Lefebvre, Andréa Ferréol és Sylva Koscina mellett.
Szenvedélyes viszonyba bonyolódott Helmut Bergerrel, akivel 1977-ben együtt szerepelt a Veszett kutya c. olasz-spanyol akciófilmben (rendező Sergio Grieco). A következő években a filmrendezők érdeklődése lanyhult, Marisa egyre kevesebb játékfilmes szerepet kapott. Sokat szerepelt viszont osztrák televíziós filmsorozatokban.
1992-ben hunyt el Bécsben, nyelőcsőrák következtében. Bécs 19. kerületében, a kahlenbergerdorfi plébánia temetőjében helyezték örök nyugalomra. Születésének 60. évfordulóján, 1999 körül az osztrák televízió több filmjét bemutatta, így újabb generációk ismerhették meg az elhalt színésznő munkásságát. 2000-ben Bécs 23. kerületében, Liesingben utcát neveztek el róla (Marisa-Mell-Gasse).
2010-ben Marisa Mell is megjelent azokon az archív felvételeken, amelyeket Robert Dornhelm osztrák rendező illesztett Udo Proksch: Out of Control című dokumentumfilmjébe, amely az 1977-es Lucona-bűnügy politikai és „jó-társasági” hátterét dolgozza fel.

## Filmszerepei
- 1954: Das Licht der Liebe (névtelen szereplő)
- 1959: Das Nachtlokal zum Silbermond (Liliane)
- 1960: Svejk, a derék katona (Olly)
- 1960: Am Galgen hängt die Liebe (Alka)
- 1960: Wegen Verführung Minderjähriger (Inge)
- 1961: Lebensborn (Erika Meuring)
- 1961: Ruf der Wildgänse (Judith Gare)
- 1962: Das Rätsel der roten Orchidee (Lilian Ranger)
- 1962: Doktor (Klara)
- 1963: Venusberg (Florentine)
- 1963: French Dressing (Françoise Fayol)
- 1963: Der letzte Ritt nach Santa Cruz (Juanita)
- 1964: Ein Mann im schönsten Alter (Brigitte)
- 1964: Maszkabál (Masquerade) (Sophie)
- 1964: Casanova’70 (Thelma)
- 1965: Diamond Walkers (Irene de Ridder)
- 1965: City of Fear (Ilona)
- 1965: Train d’enfer (Frieda)
- 1966: New York chiama Superdrago (Charity Farrel)
- 1966: Objectif: 500 millions (Yo)
- 1966: Che notte, ragazzi! (Monica)
- 1967: Diabolik (Diabolik)
- 1968: Stuntman (Gloria Hall)
- 1968: Le dolci signore (Paola)
- 1969: Una sull’altra (Susan Dumurier/Monica Weston)
- 1969: Les Belles au bois dormantes (Isabelle)
- 1970: Senza via d’uscita (Michèle)
- 1971: Elisabeth Kaiserin von Österreich (TV-film) (Erzsébet császárné)
- 1971: Historia de una traición (Carla)
- 1971: Marta (Marta/Pilar)
- 1971: Ben és Charlie (Sarah)
- 1971: Sette orchidee macchiate di rosso/Das Rätsel des silbernen Halbmonds (Anna Sartori/Maria Sartori)
- 1972: Tutti fratelli nel west… per parte di padre (Miss Dynamite)
- 1972: Alta tensión (Laura Moncada)
- 1973: Szép gazdag nő kis testi hibával férjet keres (Bella, ricca, lieve difetto fisico cerca anima gemella)
- 1973: Pena de muerte (Patricia Bataille)
- 1973: Milano rovente (Jasmina Sanders)
- 1974: La moglie giovane (Louisa)
- 1974: Parapsycho – Spektrum der Angst (Greta)
- 1975: Amori, letti e tradimenti (Greta)
- 1975: La encadenada (Gina/Elisabeth)
- 1975: Mahogany (Carlotta Gavina)
- 1976: L’ultima volta (Jusy)
- 1976: Taxi love, servizio per signora (névtelen)
- 1976: Casanova & Co (Cornaro hercegné)
- 1976: Bitte zu Tisch (ORF TV-film)
- 1977: Happy Birthday, Harry (Febbre a 40!)
- 1977: Veszett kutya (La belva col mitra) (Giuliana Caroli)
- 1977: Nem kell mindig kaviár (10 részes tv-sorozat Magyarországon)
- 1978: La profezia (Amanda)
- 1979: Un’ombra nell’ombra (Agatha)
- 1979: Sam és Sally (tv-sorozat) (Bedelia Kellermann)
- 1980: La Compagna di viaggio (lefátyolozott asszony)
- 1980: Traficantes de pánico (Kim Lombard)
- 1980: La liceale al mare con l’amica di papà (Violante)
- 1981: La dottoressa preferisce i marinai (Clara Morelli)
- 1983: Smokey und Baby und Bär („Kottan”, tv-sorozat)
- 1984: Heiße Wickel – kalte Güsse (TV-Sorozat)
- 1985: Simsalabimbambum (TV-film)
- 1985: Passaporto sengnalato (Helene)
- 1990: Sensazioni d’amore
- 1990: Troll 3 (Nephele)
- 1991: I Love Vienna (Selina)

## Színpadi szerepei
- 1959: Jahrgang’59 (Theater an der Josefstadt, Bécs, rendező Hans Jaray)
- 1968: Mata Hari (Broadway színház, New York, rendező Vincente Minnelli, a washingtoni próbaelőadás után levették a műsorról.
- 1983: Das Eheterzett (színházi turné Németországban)
- 1986: How the Other Half Loves (Vienna’s English Theatre)
- 1989: Orvieto (Graz)
- 1990: Love Letters (Vienna’s English Theatre)

## Hanglemezfelvételei
- 1981: Lady O. (Single – Jupiter Records)

## Kiállításai
- 1988: Marisa Mell festményei, kiállítás a grazi főposta épületében.